# Comfort in Sound
Albums de Feeder
Echo Park
(2001) Picture of Perfect Youth
(2004)
Singles
1. Come Back Around
Sortie : 7 octobre 2002
2. Just the Way I'm Feeling
Sortie : 13 janvier 2003
3. Forget About Tomorrow
Sortie : 5 mai 2003
4. Find the Colour
Sortie : 22 septembre 2003

Comfort In Sound est le nom du quatrième album studio du groupe Feeder, mis en vente le 21 octobre 2002, au label Echo.

Il s'agit du premier album du groupe après la mort de Jon Lee.
L'album a reçu de nombreuses excellentes critiques de la presse musicale et a figuré dans de nombreuses listes de fin d'année ("album de la semaine", "album du mois"). L'album a aussi aidé le groupe à gagner un an plus tard le prix "Meilleur groupe anglais" aux Kerrang! Awards.
À l'heure actuelle, il s'agit de l'album le plus vendu du groupe, avec environ 600 000 ventes au travers du monde, dont plus de 80 % en Angleterre.
En 2002, il fut le n°178 des ventes d'albums à l'année, avec plus de 100 000 copies, puis n°66  en 2003, avec 260 000 copies. Depuis, l'album se vend en petites quantités et sa vente fut relancée avec la sortie de l'album suivant, Pushing The Senses, considéré comme une suite logique, grâce auquel il réintégré les Charts Uk en 41e position et y resta encore 5 semaines.
Toutes les chansons ont été écrites par Grant Nicholas. Pour assurer les parties batteries, le groupe choisit Mark Richardson, ex-batteur de Skunk Anansie.

## Liste des pistes

### Version UK / Irlande / USA / Australie
1. Just The Way I’m Feeling
2. Come Back Around
3. Helium
4. Child In You
5. Comfort In Sound
6. Forget About Tomorrow
7. Summer's Gone
8. Godzilla
9. Quick Fade
10. Find The Colour
11. Love Pollution
12. Moonshine

### Version reste Europe
1. Just The Way I’m Feeling
2. Come Back Around
3. Helium
4. Child In You
5. Comfort In Sound
6. Forget About Tomorrow
7. Summers Gone
8. Godzilla
9. Quick Fade
10. Love Pollution
11. Moonshine

### Version Japon / Corée / Hong Kong
1. Just The Way I’m Feeling
2. Come Back Around
3. Helium
4. Child In You
5. Comfort In Sound
6. Forget About Tomorrow
7. Summer's Gone
8. Godzilla
9. Quick Fade
10. Find The Colour
11. Love Pollution
12. Moonshine
13. Opaque
14. Emily

### Version Originale
Cette version contient la liste des pistes  originelle de l'album, les chansons possédant un * furent sorties du listing final, et n'ont jamais été enregistrées depuis.
1. All In All*
2. Walk*
3. Just The Way I'm Feeling
4. Come Back Around
5. Find The Colour
6. Helium
7. Child In You
8. Ascend*
9. Godzilla
10. Before We Find Out*
11. Crystal*
12. Late*
13. Forget About Tomorrow

## Classements
| Chart (2002)   | Position |
| -------------- | -------- |
| Charts UK      | #6       |
| Charts Irlande | #27      |